# D.C. United
O D.C. United é um clube de futebol profissional estadunidense sediado em Washington, D.C. que compete na Conferência Leste da Major League Soccer (MLS), a principal competição de futebol nos Estados Unidos.

## História

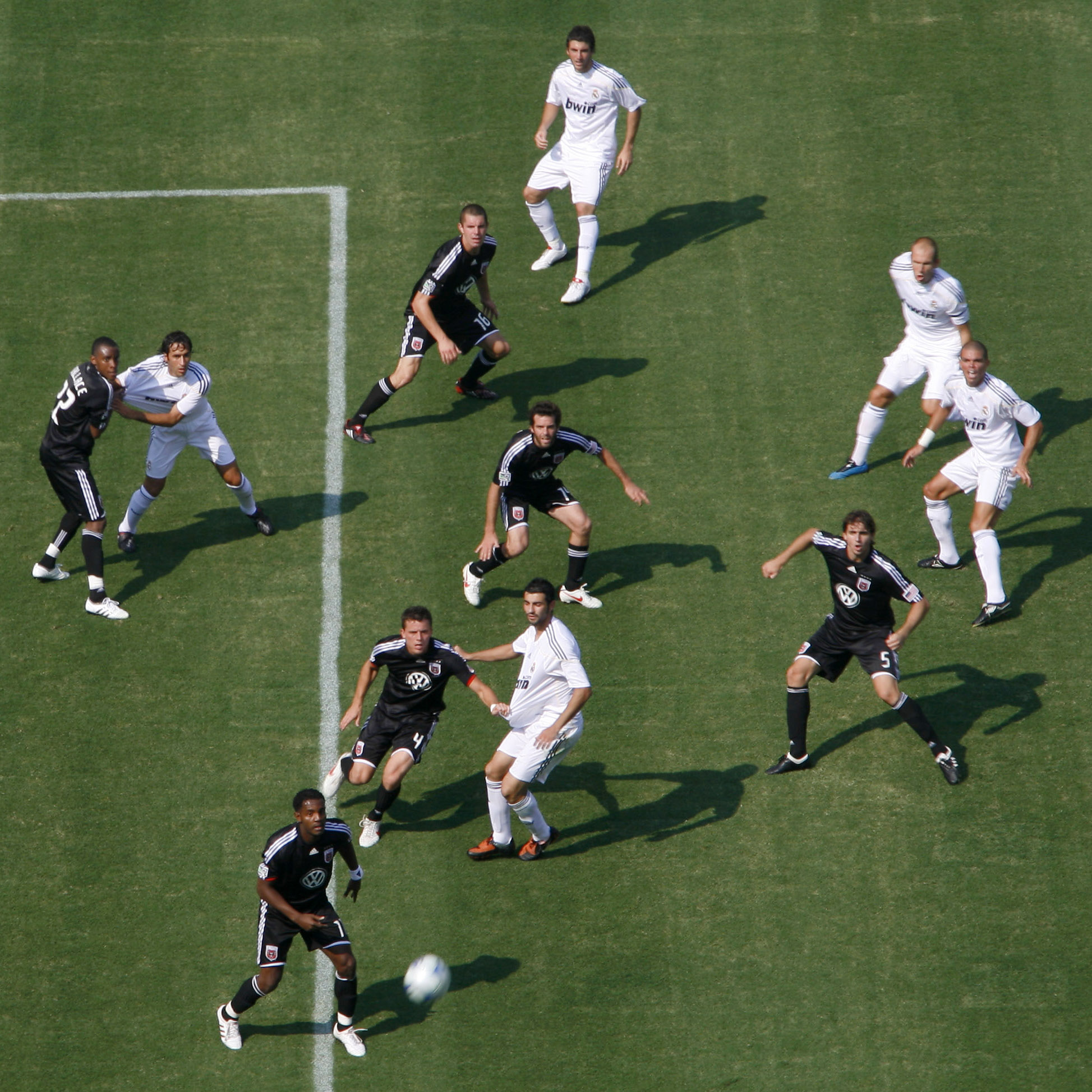
Amistoso disputado entre D.C United e Real Madrid, em 2009

Após a Copa do Mundo de 1994, a United States Soccer Federation fez um compromisso com a FIFA de estabelecer uma competição profissional nos Estados Unidos. No dia 15 de junho de 1994, Washington, D.C. foi selecionada como uma das primeiras sete equipes da Major League Soccer. Seu nome veio da inspiração de times europeus como o Manchester United e o Leeds United. A liga estreou em 1996 e já na primeira temporada da competição o D.C. United conquista seu primeiro título, a MLS Cup de 1996, vencendo na final o Los Angeles Galaxy. No mesmo ano conquista também a U.S. Open Cup, após derrotar o Rochester Raging Rhinos na decisão.
Na temporada de 1997 o D.C. United entrou defendendo o título tanto da MLS quanto da U.S. Open Cup. Por ter sido campeão do campeão da Major League Soccer, o clube garantiu vaga na Copa dos Campeões da CONCACAF de 1997. Foi a primeira competição internacional do clube, sendo eliminado pelo Los Angeles Galaxy nas semifinais. Na MLS o clube o clube conquista a MLS Supporters' Shield e se sagra bicampeão da competição ao derrotar o Colorado Rapids na decisão. Pelo segundo ano consecutivo o D.C. United chega a final da U.S. Open Cup, porém é derrotado nos pênaltis para o Dallas Burn.
Em 1998 o clube conquista seus dois títulos mais importantes. Após derrotar o Deportivo Toluca na final, o D.C. United se sagrou campeão da Copa dos Campeões da CONCACAF de 1998. Com esse título, o D.C. United se classificou para a Copa Interamericana, que era a disputa entre o campeão da Copa Libertadores da América e o campeão da Copa dos Campeões da CONCACAF.[carece de fontes?] No torneio de 1998 disputaram o D.C. United, campeão da Copa dos Campeões da CONCACAF de 1998 e o Clube de Regatas Vasco da Gama, campeão da Copa Libertadores da América de 1998.[carece de fontes?] O D.C. United se sagrou campeão da competição, se tornando o primeiro time dos Estados Unidos a conquistar um torneio intercontinental.
Na temporada de 1999 da Major League Soccer, o DC conquista seu terceiro título da competição, conquistando também a MLS Supporters' Shield. O clube voltaria a conquistar a MLS Cup em 2004.
Em 2005 o clube se torna a primeira equipe dos Estados Unidos a disputar uma competição da Conmebol, disputando a Copa Sul-Americana. O clube voltaria a disputar a competição em 2007.
O D.C. United contratou o seu primeiro jogador designado em 2008: o argentino Marcelo Gallardo. O clube participou da primeira Liga dos Campeões da CONCACAF, em 2008–09.

## Estádios

### RFK Stadium (1996–2017)

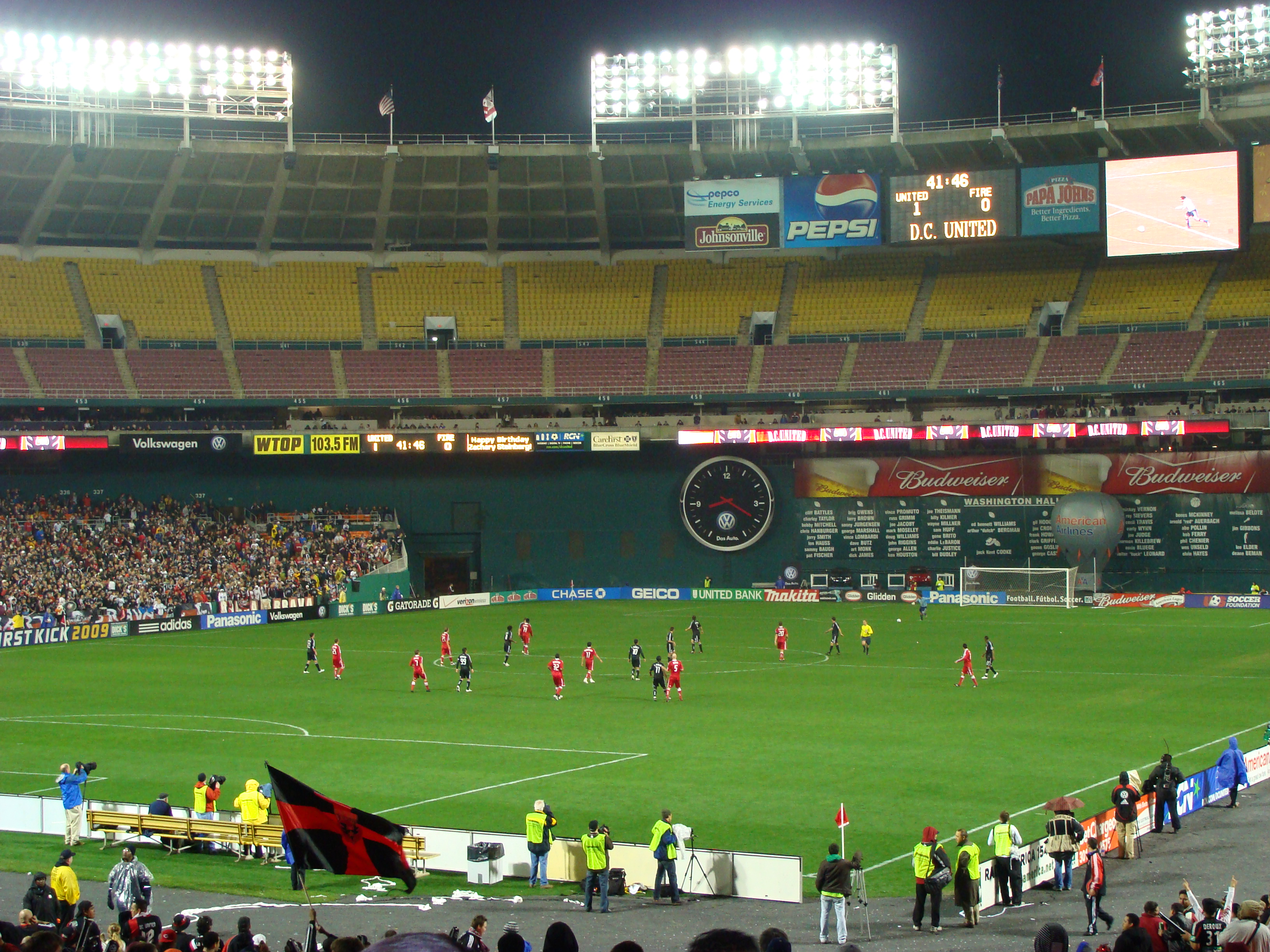
RFK Stadium durante jogo do D.C. United

O RFK Memorial Stadium foi a casa do D.C. United da sua fundação até o final da temporada 2017. Em 2018 o estádio foi substituído pelo Audi Field.

### Audi Field (2018–Atual)
A partir da temporada 2018, o Audi Field será a nova casa do  D.C. United.

## Títulos

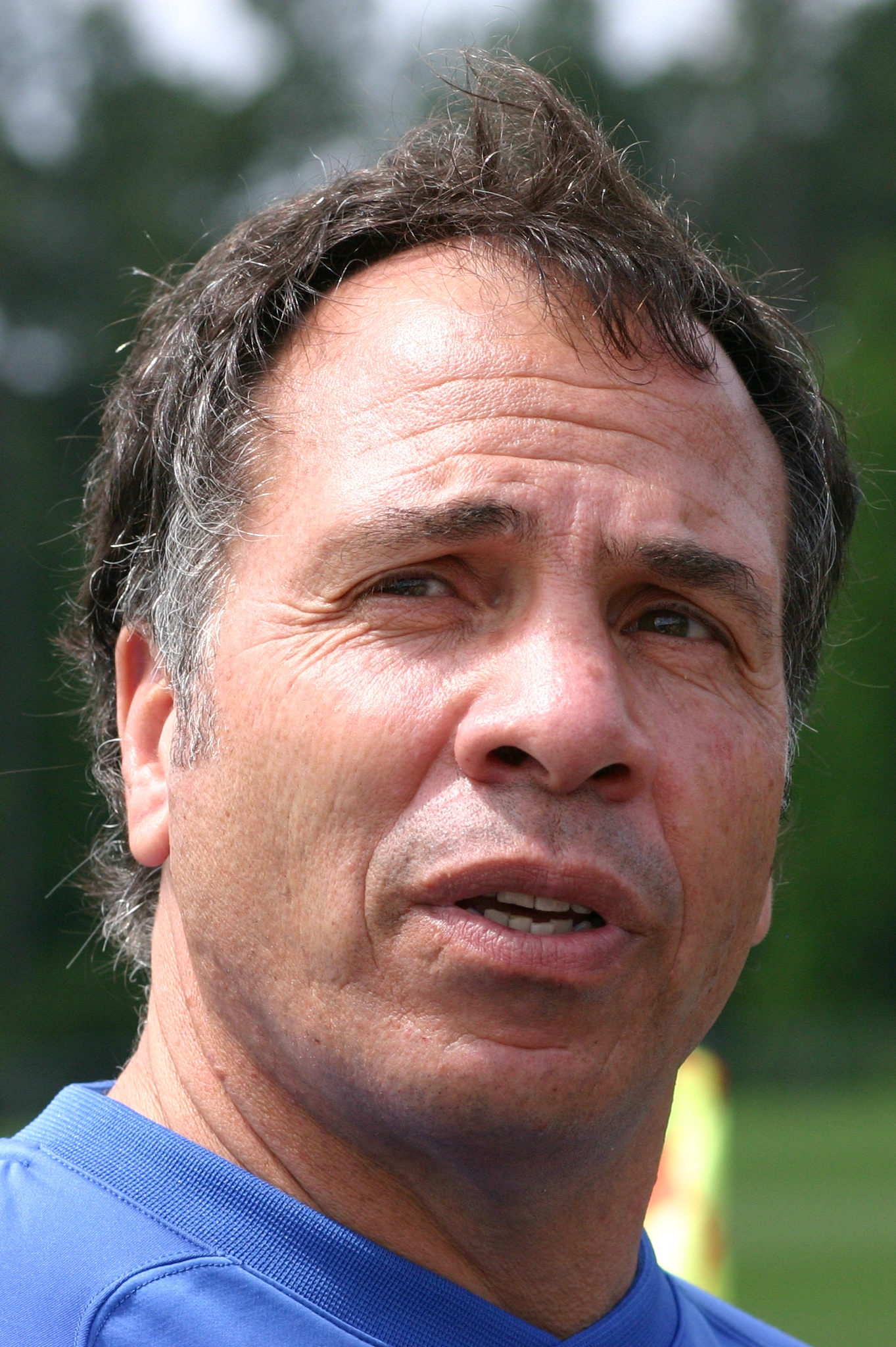
Bruce Arena é o técnico mais vitorioso da história do D.C. United, com seis títulos conquistados.

| INTERCONTINENTAIS | INTERCONTINENTAIS             | INTERCONTINENTAIS | INTERCONTINENTAIS            |
| Competição        | Competição                    | Títulos           | Temporadas                   |
| ----------------- | ----------------------------- | ----------------- | ---------------------------- |
|                   | Copa Interamericana           | 1                 | 1998                         |
| CONTINENTAIS      |                               |                   |                              |
| Competição        | Competição                    | Títulos           | Temporadas                   |
|                   | Copa dos Campeões da CONCACAF | 1                 | 1998                         |
| NACIONAIS         |                               |                   |                              |
| Competição        | Competição                    | Títulos           | Temporadas                   |
|                   | MLS Cup                       | 4                 | 1996, 1997, 1999, 2004       |
|                   | Supporters' Shield            | 4                 | 1997, 1999, 2006, 2007       |
|                   | U.S. Open Cup                 | 3                 | 1996, 2008, 2013             |
| REGIONAIS         |                               |                   |                              |
| Competição        | Competição                    | Títulos           | Temporadas                   |
| Estados Unidos    | Conferência Leste             | 5                 | 1996, 1997, 1998, 1999, 2004 |

 Campeão invicto

### Outros troféus
- Atlantic Cup (13): 1996, 1998, 1999, 2002, 2004, 2005, 2006, 2007, 2008,2009, 2012, 2014, 2016
- MLS Reserve Division (5): 2005
- Puerto Rico MLS–USL Challenge (1): 2009
- Carolina Challenge Cup (4): 2010, 2011, 2012, 2014
- ATX Pro Challenge (1): 2015

### Outras campanhas de destaque

#### Internacionais
- Copa dos Campeões da CONCACAF: 3º lugar - 1997, 1999, 2007, 2008
- Copa dos Gigantes da CONCACAF: 2º lugar - 2001
- Copa Sul-Americana: oitavas-de-final - 2005, 2007
- Superliga: 4º lugar - 2007

#### Nacionais
- MLS Cup: 2º lugar - 1998
- MLS Supporters' Shield: 2º lugar - 1998; 3º lugar - 1996, 2005, 2012, 2014; 4º lugar - 2004
- US Open Cup: 2º lugar - 1997, 2009

## Estatísticas

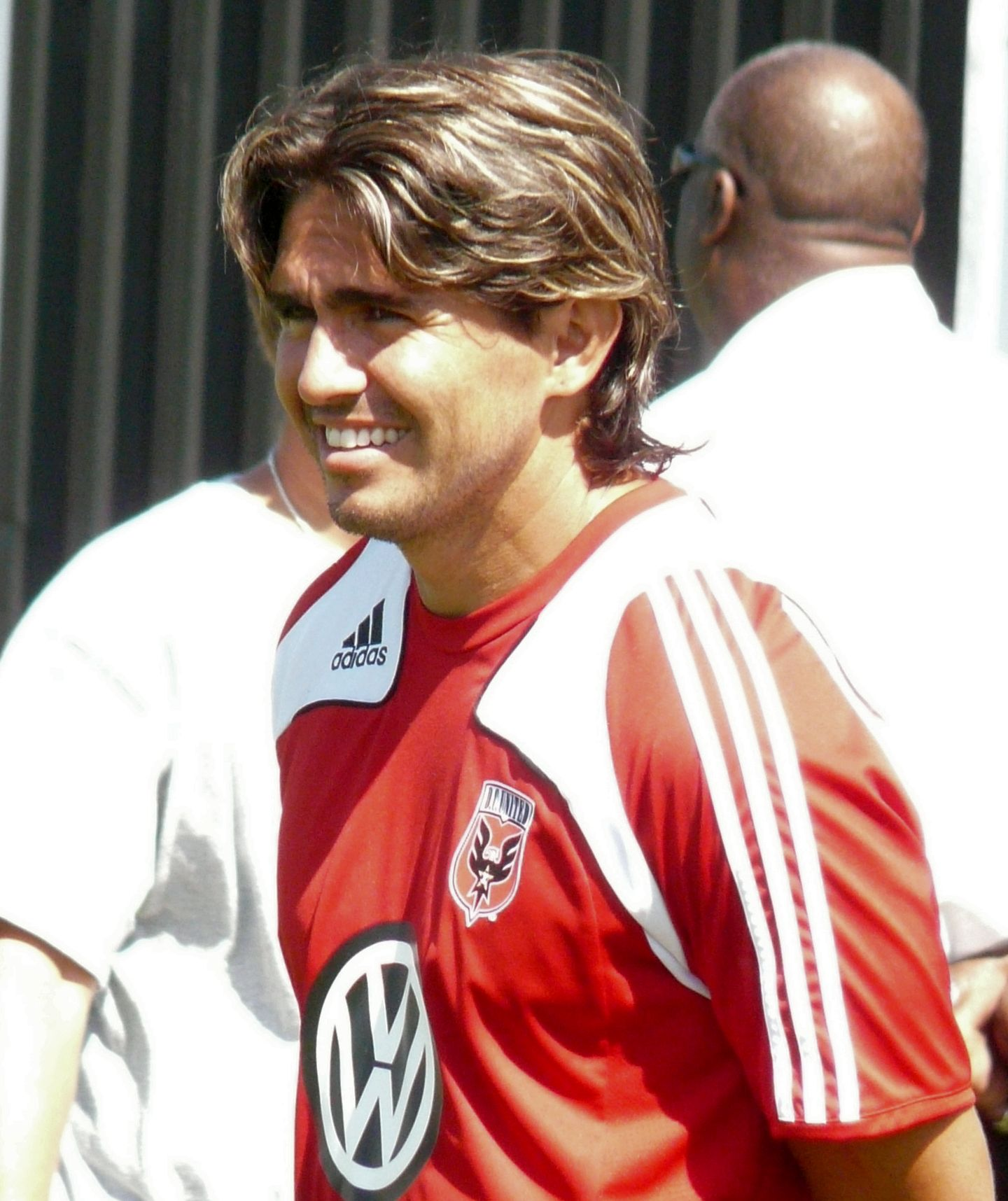
O boliviano Jaime Moreno, grande ídolo e maior artilheiro da história do D.C. United, com 132 gols marcados

### Participações
|  | Participações em 2020 |

| Competição                    | Temporadas | Melhor campanha                  | Estreia | Última  |
| Major League Soccer           | 25         | Campeão (1996, 1997, 1999, 2004) | 1996    | 2020    |
| Lamar Hunt U.S. Open Cup      | 22         | Campeão (1996, 2008, 2013)       | 1996    | 2020    |
| Liga dos Campeões da CONCACAF | 10         | Campeão (1998)                   | 1997    | 2015–16 |
| Copa Sul-Americana            | 2          | Oitavas-de-Final (2005 e 2007)   | 2005    | 2007    |

### Recorde dos Jogadores
Última atualização: 4 de janeiro de 2016.
| Recorde                   | Recordista                                     | Total |
| ------------------------- | ---------------------------------------------- | ----- |
| Mais Jogos                | Jaime Moreno                                   | 329   |
| Mais Gols                 | Jaime Moreno                                   | 131   |
| Assistências              | Jaime Moreno                                   | 102   |
| Mais gols de Pênalti      | Jaime Moreno                                   | 42    |
| Mais gols da Vitória      | Jaime Moreno                                   | 26    |
| MaisHat tricks            | Raúl Díaz Arce Dwayne De Rosario Chris Pontius | 2     |
| Mais Jogos Sem Levar Gols | Bill Hamid                                     | 38    |
| Mais Vitórias             | Bill Hamid                                     | 50    |

## Elenco
Última atualização: 23 de junho de 2022.